# Francia en los Juegos Olímpicos de Atenas 1896
Francia estuvo representada en los Juegos Olímpicos de Atenas 1896 por un total de 13 deportistas que compitieron en 6 deportes.  

## Medallistas
El equipo olímpico francés obtuvo las siguientes medallas:
| Nombre                  | Deporte           | Competición                |
| ----------------------- | ----------------- | -------------------------- |
| Oro                     |                   |                            |
| Paul Masson             | Ciclismo en pista | 10 km M                    |
| Paul Masson             | Ciclismo en pista | Contrarreloj M             |
| Paul Masson             | Ciclismo en pista | Velocidad M                |
| Léon Flameng            | Ciclismo en pista | 100 km M                   |
| Eugène-Henri Gravelotte | Esgrima           | Florete ind. M             |
| Plata                   |                   |                            |
| Alexandre Tuffère       | Atletismo         | Triple salto M             |
| Léon Flameng            | Ciclismo en pista | 10 km M                    |
| Henri Callot            | Esgrima           | Florete ind. M             |
| Joanni Perronet         | Esgrima           | Florete ind. profesional M |
| Bronce                  |                   |                            |
| Albin Lermusiaux        | Atletismo         | 1500 m M                   |
| Léon Flameng            | Ciclismo en pista | Velocidad M                |